# Saran (distrikt)
Sāran är ett distrikt i Indien.   Det ligger i delstaten Bihar, i den nordöstra delen av landet, 800 km öster om huvudstaden New Delhi. Antalet invånare är 3 951 862. Arean är 2 641 kvadratkilometer. Sāran gränsar till Siwan, Muzaffarpur, Patna och Hajipur.
Terrängen i Sāran är mycket platt.
Följande samhällen finns i Sāran:
- Chapra
- Revelganj
- Dighwāra
- Marhaura